# Knightia excelsa

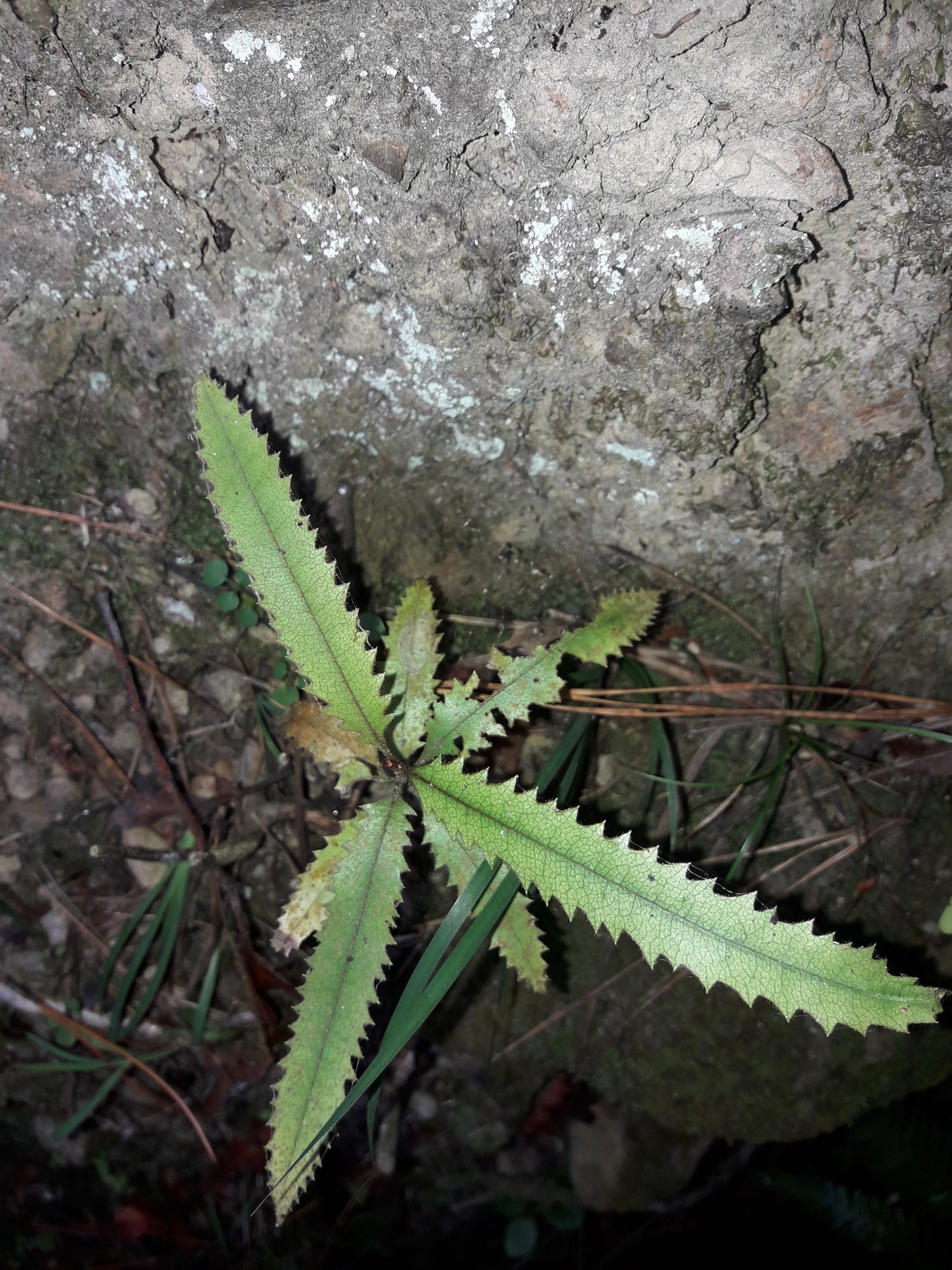
Junge Blätter

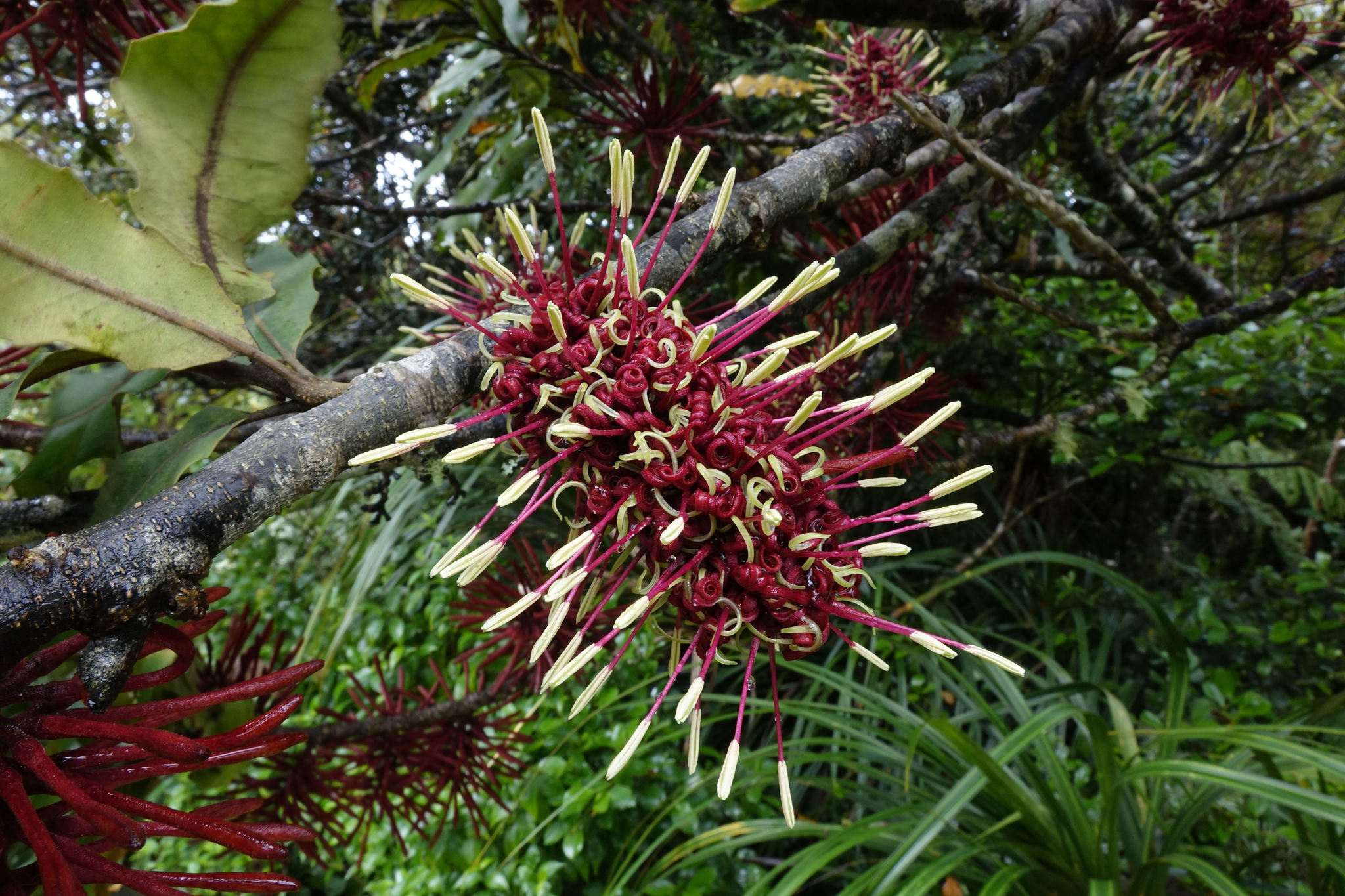
Blütenstand

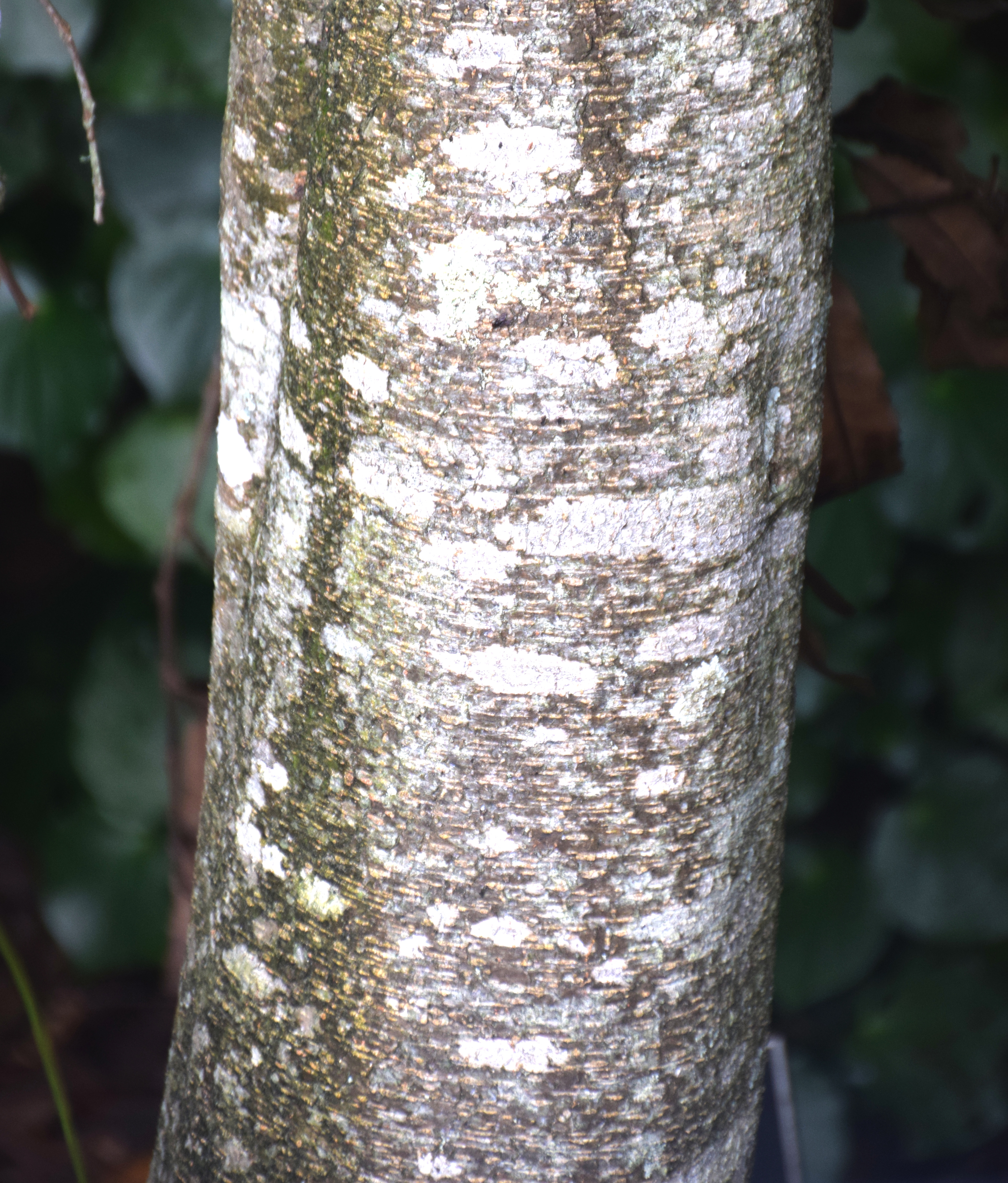
Stamm und Borke

Knightia excelsa ist die einzige Pflanzenart der Gattung Knightia innerhalb der Familie der Silberbaumgewächse (Proteaceae). Sie ist in Neuseeland heimisch, dort verwendet man die Trivialnamen in Māori „Rewarewa“ und auf Englisch „Honeysuckle“.

## Beschreibung

### Vegetative Merkmale
Knightia excelsa wächst als immergrüner Baum und erreicht als über das Kronendach ragender Emergent Wuchshöhen von bis über 30 Metern. Der Stammdurchmesser erreicht über 90 Zentimeter. Er bildet eine schlanke Baumkrone. Die braune bis graue Borke ist relativ glatt.
Die einfachen und kurz gestielten Laubblätter sind wechselständig. Die jungen Blätter sind schmaler, dünner und spitzig gesägt. Die ältere, festledrige und stumpfe, unterseits samtig behaarte, dann verkahlende Blattspreite ist bei einer Länge von 10 bis 15 cm und einer Breite 2,5 bis 3,5 cm länglich und grob gesägt. Es sind keine Nebenblätter vorhanden.

### Generative Merkmale
Die duftenden Blüten stehen einzeln oder paarig in kurzen, achselständigen oder ramifloren, astblütigen, 10 cm langen und fein samtig behaarten, traubigen Blütenständen dicht beisammen. Die zwittrigen, kurz gestielten, leuchtend roten, anfangs röhrigen und außen feinhaarigen, samtigen Blüten mit einfacher Blütenhülle sind 2 bis 3,5 cm lang. Die vier länglichen und schmalen Tepalen sind umgerollt. Es sind vier Staubblätter an den Tepalen mit kurzen Staubfäden und länglichen Antheren vorhanden. Der einkammerige und behaarte Fruchtknoten ist oberständig mit langem, keulenförmigem Griffel (Pollenpresenter, sekundäre Pollenpräsentation). Es sind vier Nektardrüsen vorhanden.
Es werden kleine, fein behaarte, viersamige und holzige, spindelförmige Balgfrüchte mit Griffelresten gebildet. Die Samen sind einseitig geflügelt. Die leeren Früchte bleiben noch lange an der Pflanze stehen.

## Vorkommen
Knightia excelsa gedeiht im Tiefland und bewaldeten Tälern der Nordinsel Neuseelands  und der Marlborough Sounds (41° S).

## Taxonomie
Die Erstveröffentlichung von Knightia excelsa erfolgte 1810 durch Robert Brown in Transactions of the Linnean Society of London, Volume 10, S. 193. Sie ist die Typusart und einzige rezente akzeptierte Art der Gattung Knightia. Der Gattungsname Knightia ehrt den englischen Botaniker Thomas Andrew Knight (1759–1838).

## Sonstiges
Von den frühen europäischen Siedlern wurde diese Art auch „New Zealand honeysuckle“ genannt, der Name geriet jedoch zugunsten der ursprünglichen Bezeichnung der Māori außer Gebrauch. Die Blüten sind eine gute Nektarquelle für die Honigproduktion.
Das recht schwere und schön gemaserte, harte Holz ist nicht beständig.

## Illustrationen

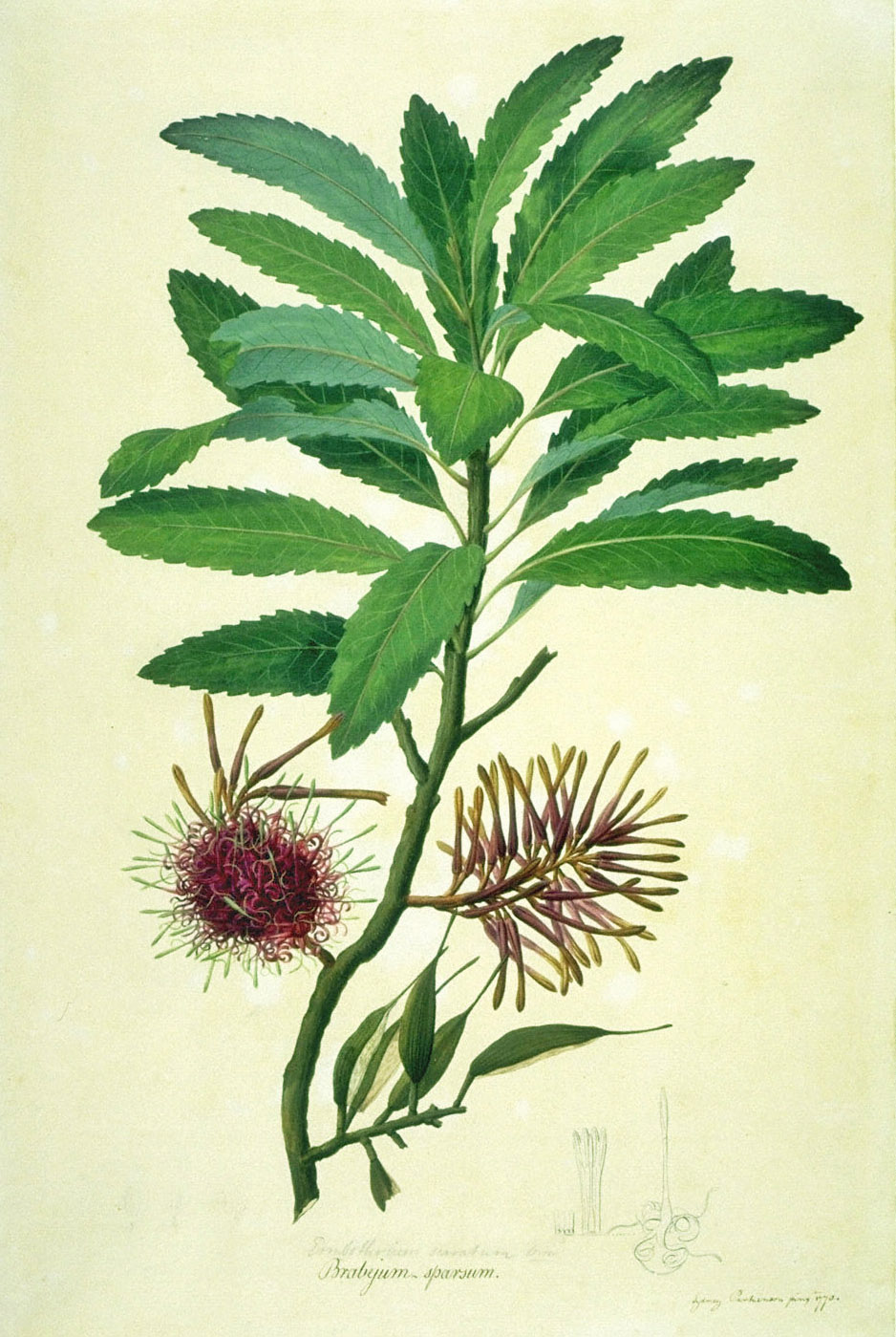
Illustration von der Reise der HMS Endeavour (1768–1771) von Sydney Parkinson
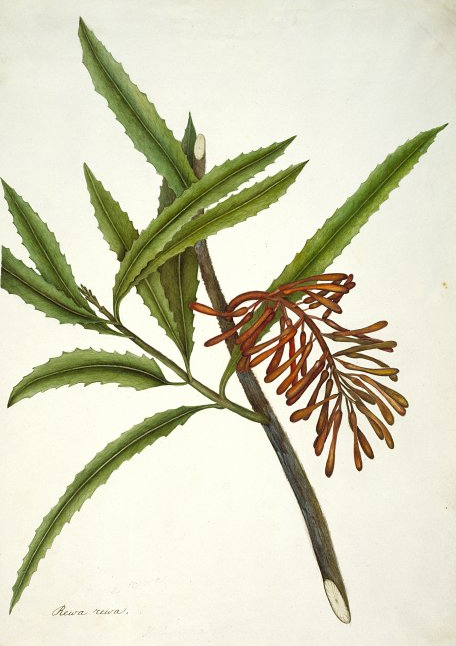
Illustration von Martha King (~1803–1897)
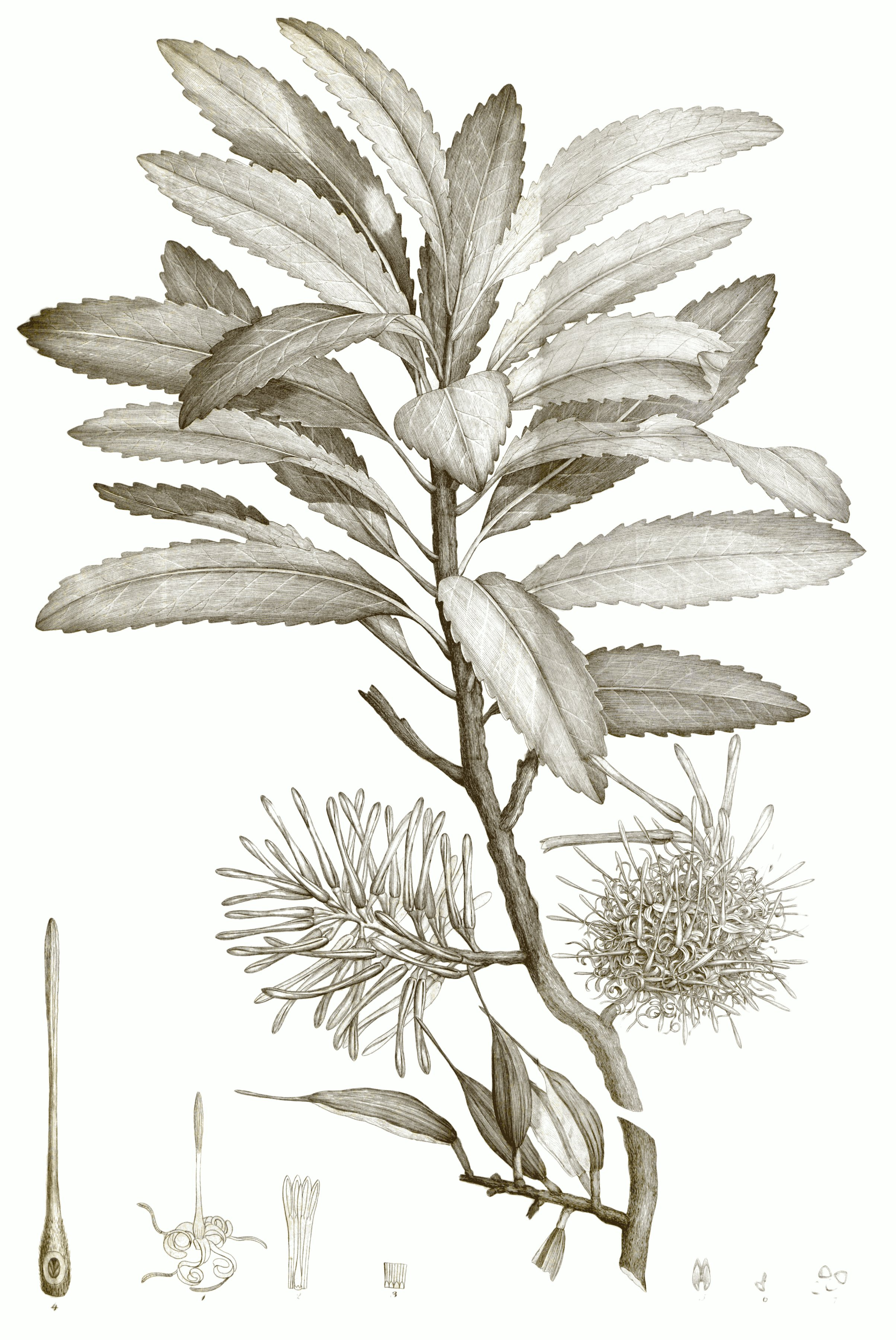
Illustration aus Transactions of the Linnean Society of London, 1811